# Triumfetta youngii
Triumfetta youngii är en malvaväxtart som beskrevs av Arthur Wallis Exell och Mendonca. Triumfetta youngii ingår i släktet triumfettor, och familjen malvaväxter. Inga underarter finns listade i Catalogue of Life.